# توطئة بورل-كانتلي
في نظرية الاحتمالات، فإن توطئة بورل-كانتلي هي توطئة حول تسلسل الأحداث. بشكل عام، إنها نتيجة نظرية القياس. سميت على اسم إيميل بورل وفرانشيسكو باولو كانتلي، الذين ألقوا بيانًا لليما في العقود الأولى من القرن العشرين. والنتيجة ذات الصلة، التي تسمى أحيانًا توطئة بورل-كانتلي الثاني، هي عكس جزئي لتوطئة بورل-كانتلي الأولى. توضح التوطئة أنه، في ظل ظروف معينة، يكون للحدث احتمال إما صفر أو واحد. تبعا لذلك، هو الأكثر شهرة من فئة نظريات مماثلة، والمعروفة باسم قوانين الصفر واحد. ومن الأمثلة الأخرى قانون كولموغوروف الصفري وقانون هيويت سافاج الصفري.